# Symbiose
Pour l’article ayant un titre homophone, voir Symbioz.
Pour les articles homonymes, voir symbiose (homonymie).

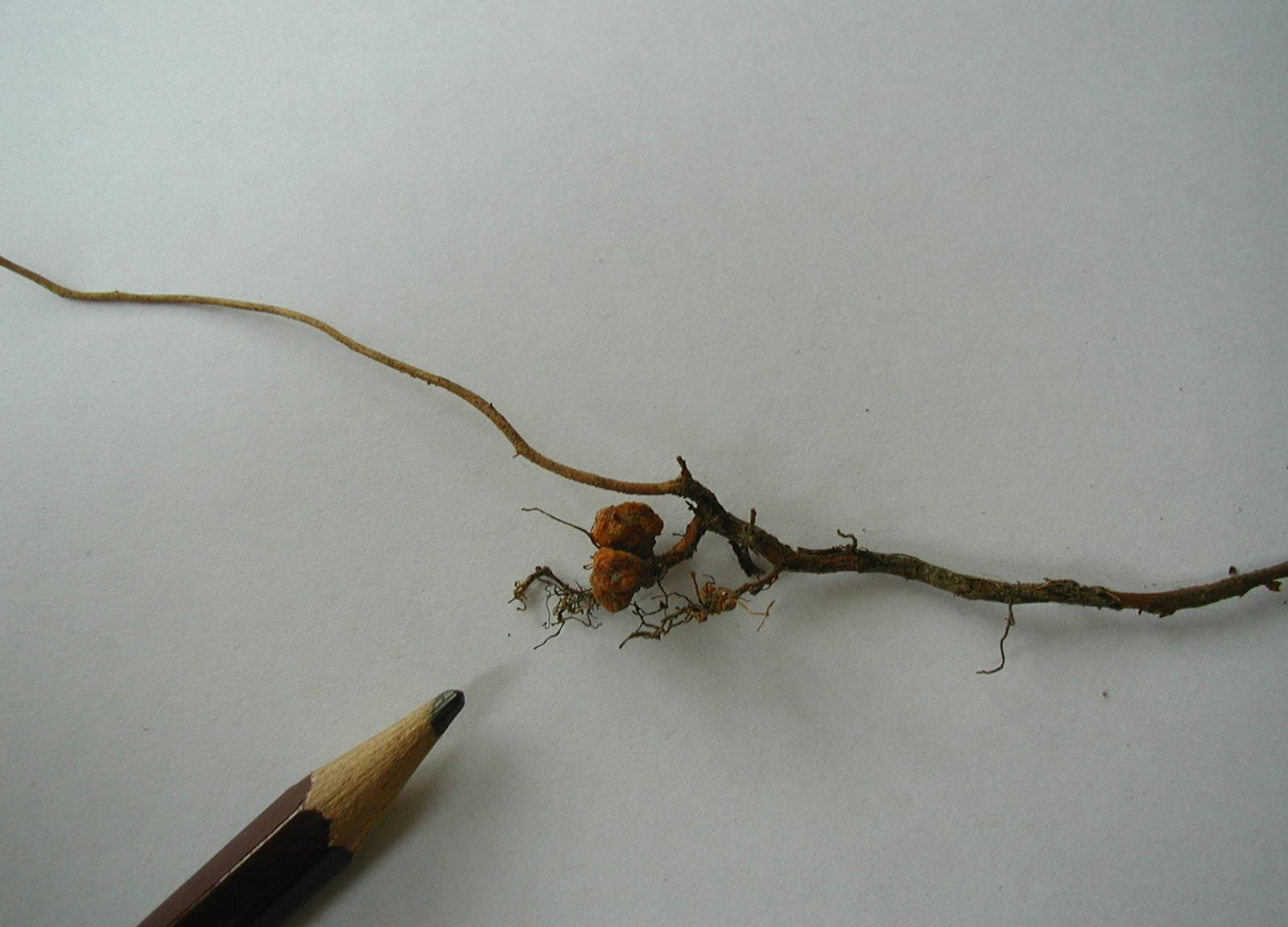
Association symbiotique d’une bactérie et de l’aulne dans un nodule fixé sur une racine.

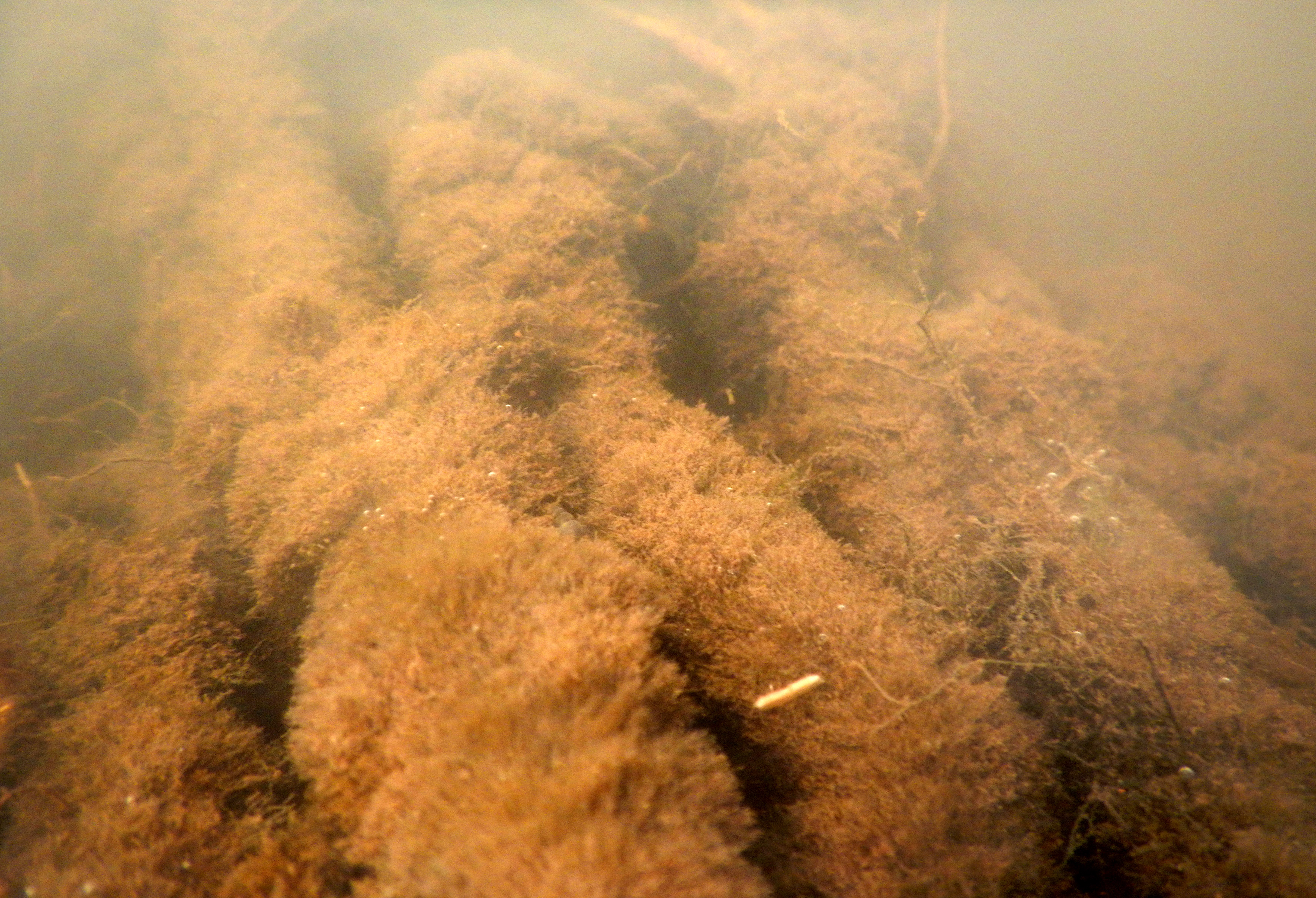
Autre forme (ici subaquatique) de symbiose (avec des bactéries filamenteuses et des cyanophycées probablement), formant un manchon dense de l'épaisseur d’un doigt) autour des racines immergées d’un aulne (profondeur dans l'eau environ 10-25 cm)

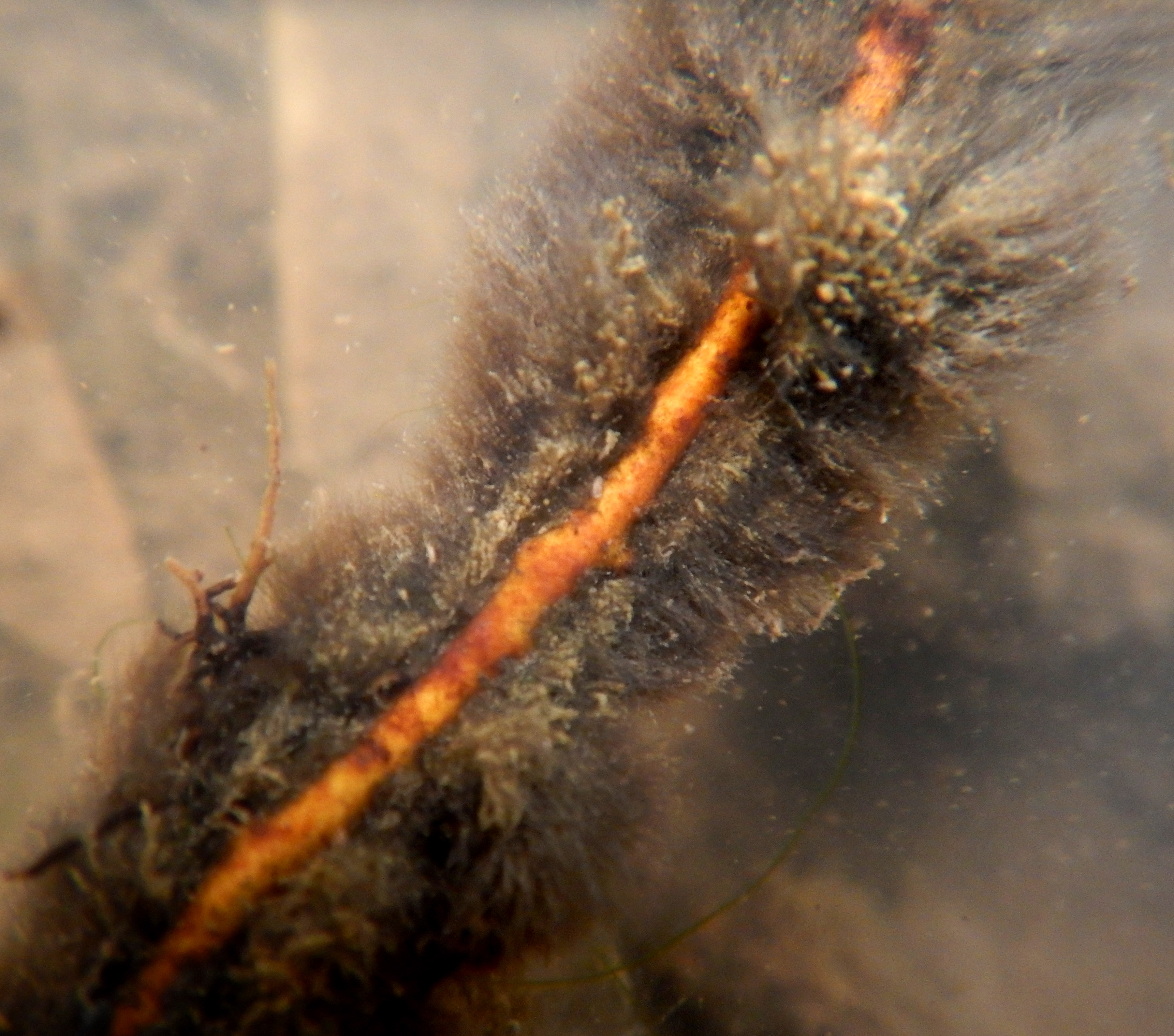
Détail ; le manchon a été dégagé pour faire apparaître la racine

La symbiose (du grec σύν / sýn, « avec, ensemble » et du nom βίος / bíos, « vie ») est une association intime, durable entre deux organismes hétérospécifiques. Elle peut être obligatoire (stricte) ou facultative.
Les organismes impliqués sont qualifiés de symbiotes ou de symbiontes (anglicisme) ; le plus gros peut être nommé hôte. La durabilité de l'association est relative et recouvre une part significative de la durée de vie d'au moins un des deux organismes. La symbiose sous-entend le plus souvent une relation mutualiste, dans laquelle les deux organismes bénéficient de l'association, mais l'étymologie implique que les deux partenaires « vivent ensemble », si bien que la symbiose peut être parasitaire, profitant à l'un des deux organismes mais nuisible à l'autre, voire commensaliste, c'est-à-dire qui est bénéfique à un organisme, mais neutre pour l'autre.
Domaine d'étude fécond, il est l'objet d'une discipline scientifique, la symbiologie qui cherche à comprendre toute la gamme des interactions entre les organismes. Le symbiologiste étudie ces interactions.

## Origine
En 1877, le biologiste allemand Albert Bernhard Frank propose le terme « symbiotismus », terme peu à peu accepté par la communauté scientifique à la suite des travaux d'Anton de Bary, qui donne en 1879 la définition la plus large de la symbiose en étudiant alors au microscope les stades de croissance et de reproduction des lichens ainsi que leur adaptabilité qui rend leur survie possible durant l'hiver. Définissant le mot symbiose comme la vie en association (notion d'interaction biologique) de différentes espèces, cette notion incluait donc le parasitisme,.
Les notions d'interactions néfastes se développent dans le cadre du darwinisme social, théorie qui reflète les idées de l'époque victorienne au Royaume-Uni, au moment où s'opère la transition d'une économie agraire à une économie industrielle capitaliste, si bien que les concepts de survie du plus apte et de progrès entraîné par la compétition sont utilisés à la fin du XIXe siècle pour justifier un capitalisme sans frein,. Les notions d'interactions bénéfiques apparaissent à la fin du XIXe siècle parmi des penseurs de sympathies socialistes ou anarchistes. Ainsi, alors que la symbiose demeure sous la plume de bien des scientifiques, anglo-saxons en particulier, une coexistence entre deux organismes quel que soit l'effet sur les partenaires (De Bary pensant que les algues étaient probablement parasitées par le champignon au sein des lichens), « une dérive s’opère à la fin du XIXe siècle. Des auteurs comme Geddes (1882) ou Brandt (en) (1883) travaillent sur les algues symbiotiques associées aux animaux: les zooxanthelles, vivant dans les cnidaires, les chlorelles, vivant dans certaines anémones ou certains vers plats marins. Ils insistent sur la complémentarité métabolique et les relations de protection, donc sur le bénéfice réciproque de la symbiose. Émerge alors une seconde définition plus restreinte : la symbiose est une coexistence interspécifique durable et mutualiste ».
Il semblerait cependant qu’actuellement, la définition restrictive tende à disparaître pour être remplacée par la définition selon de Bary. Selon une étude réalisée en 2012, l'utilisation de la définition restrictive a presque disparu de la littérature et les spécialistes qui évitaient d'utiliser le terme peuvent au moins utiliser la définition de Bary sans redouter les critiques, même si certaines confusions subsistent, notamment concernant l'intimité et la durabilité des interactions symbiotiques.

## Exemples de symbioses mutualistes

### Endosymbiose

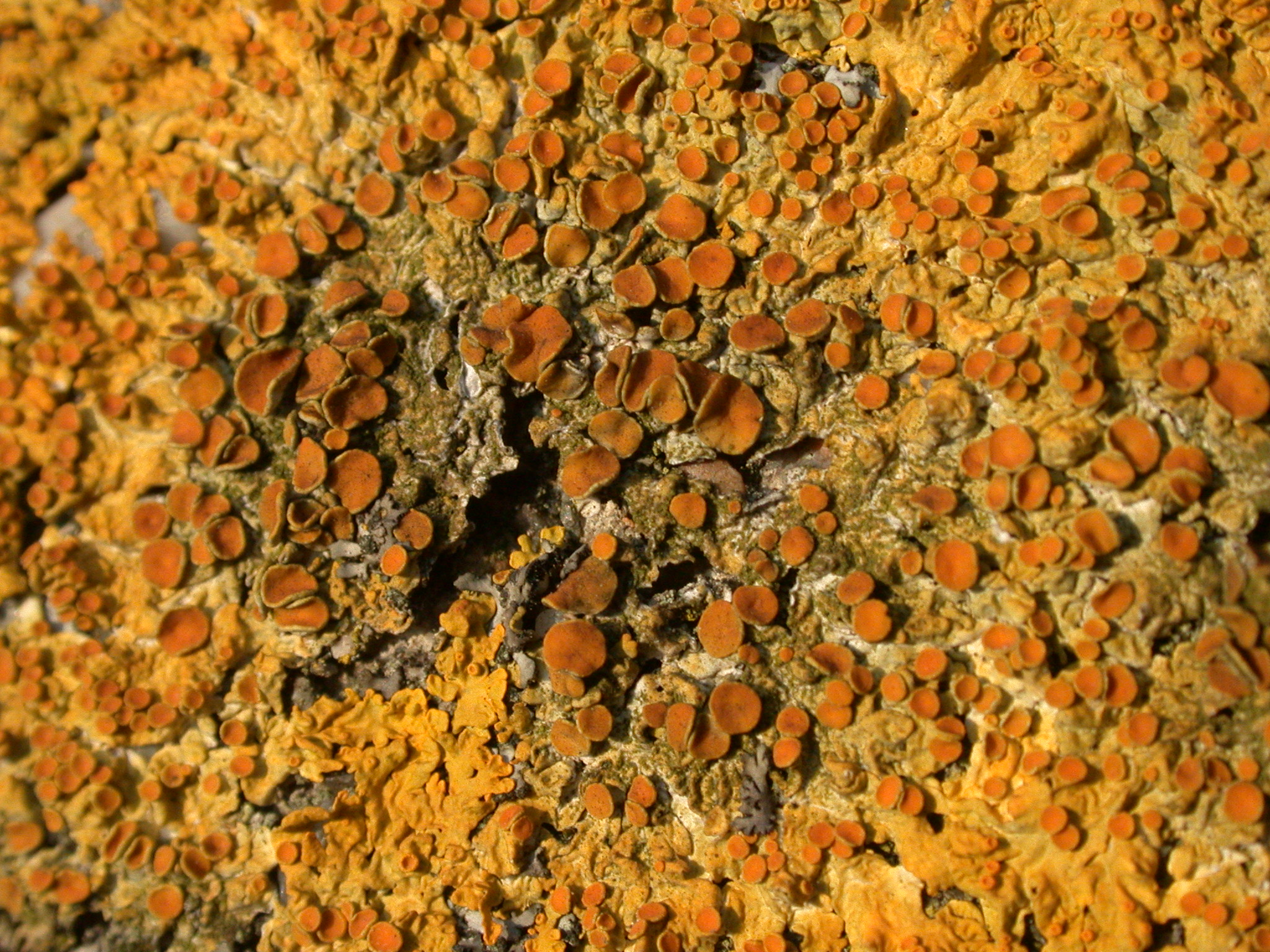
Le lichen est un exemple d'association symbiotique de deux espèces de règnes différents : une algue unicellulaire ou une cyanobactérie, et un champignon.

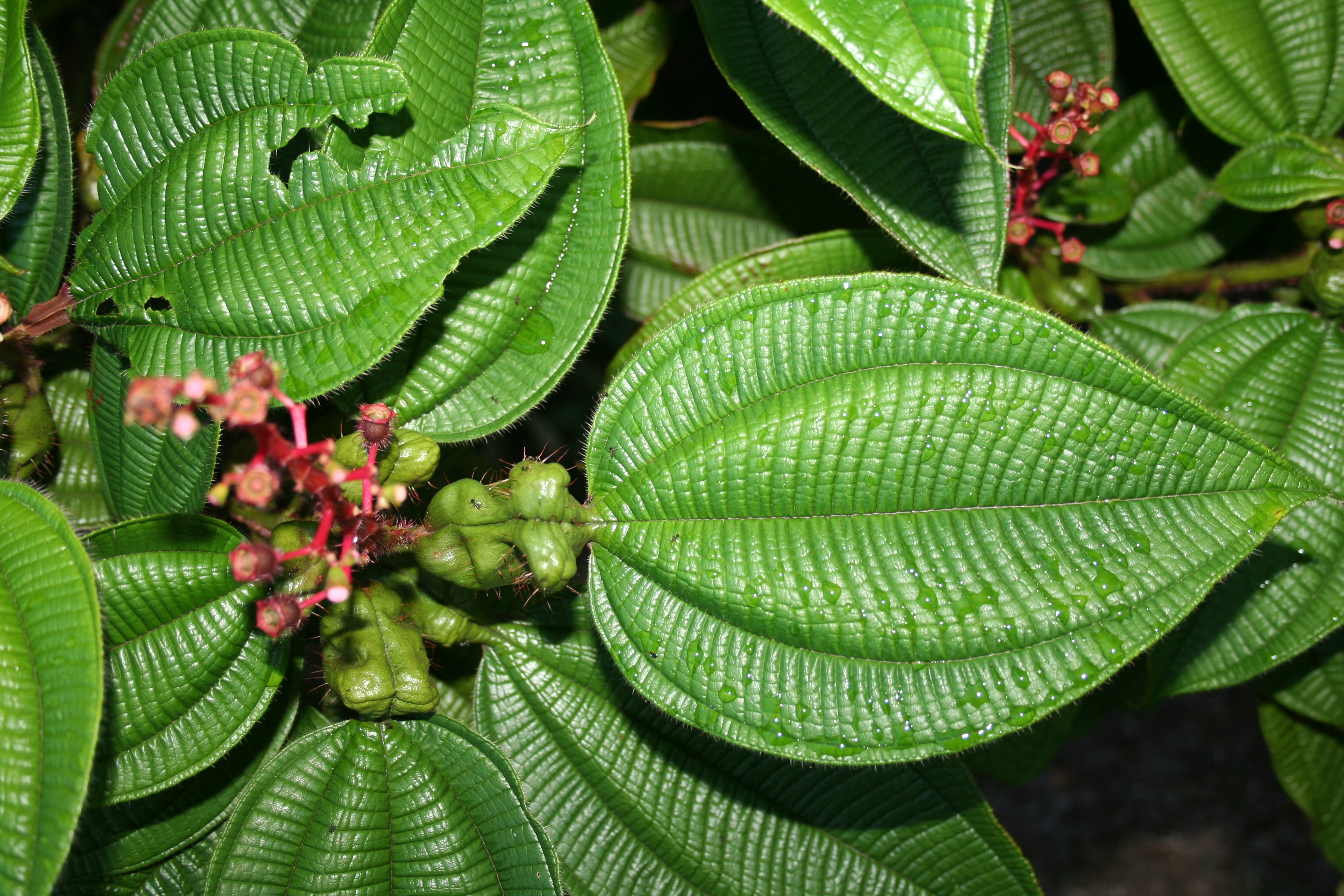
Tococa sp., espèce myrmécophile. Les structures gaufrées à la base des feuilles sont des domaties, des structures spécialisées pour héberger des fourmis. Ces dernières protègent la plante contre les herbivores et lui apportent une nourriture minérale.

On parle d'endosymbiose lorsque l'un des partenaires vit à l'intérieur des cellules de son hôte, ou que les organes des symbiotes sont en étroite relation.
- Les lichens sont une association symbiotique entre une algue unicellulaire photosynthétique (photosymbiote, appelé photobionte) et un mycète (mycosymbiote, appelé mycobionte) : l'algue bénéficie d'un apport en eau et en sels minéraux ainsi qu'un gîte; le mycète, hétérotrophe, bénéficie du glucose nécessaire à sa croissance que produit l'algue par photosynthèse.
- La mycophycobiose, qui consiste en un champignon ascomycète hébergé à l'intérieur d'une l'algue.
- Des endosymbioses d'eucaryotes existent, par exemple l'algue Coccomyxa dans les cellules de Ginkgo biloba, découverte en 1992.
- L'association entre les zooxanthelles (Dinoflagellés) et les Cnidaires (anémones de mer, coraux).
- La plupart des légumineuses peuvent réaliser des symbioses avec des bactéries de type Rhizobium; celles-ci captent l'azote atmosphérique et le rendent disponible à la plante.
- Des algues photosynthétiques vivent en symbiose à l’intérieur des cellules de la salamandre Ambystoma maculatum et entourent ses œufs (cas unique chez les vertébrés de symbiose intracellulaire avec une algue)[11].
- Dans les écosystèmes des fumeurs noirs, la production primaire est basée sur la chimiosynthèse effectuée par des bactéries vivant en symbiose avec des moules ou des vers de Pompéi et des vers tubicoles.

### Association dans le tube digestif
- L'intestin humain contient de nombreuses bactéries : une étude de 124 personnes, en 2010 a répertorié entre 1000 et 1150 espèces de bactéries sur la cohorte et plus de 160 par personne. Un estomac d'humain héberge dans les 100 trillions (100 milliards de milliards) de cellules microbiennes[12] comme Escherichia coli ; cette microflore représente chez un adulte plus d'un kilogramme de biomasse. Elles ont un rôle favorable dans la digestion, dans la régulation du système immunitaire et empêchent la colonisation par des organismes pathogènes.
- La vache possède dans ses estomacs des bactéries symbiotiques capables de digérer la cellulose.

### Association obligatoire entre individus distincts
- L’Acacia cornigera, un arbre myrmécophile, ne peut survivre qu’avec une colonie de fourmis.
- Les branches du Barteria, naturellement creuses, offrent à une espèce de fourmis, les Tetraponera, un confort sans égal. Mais en plus d'offrir un gîte, l'arbre propose aux fourmis une table garnie en permanence grâce aux bords de ses feuilles parsemées de glandes à nectar que celles-ci récoltent à longueur de journée. En échange des services rendus, les fourmis s'attaquent aux organismes qui pourraient nuire à l'arbre. En effet, les Tetraponera possèdent à l'extrémité de leur abdomen un dard venimeux, et elles éliminent les lianes et lichens qui viennent déranger leur arbre.
- Les termites sont des insectes qui se nourrissent de bois. Or, ils ne peuvent pas digérer entièrement la cellulose seuls. La dégradation totale de la cellulose se fait grâce à l'association symbiotique entre les termites et des micro-organismes qui diffèrent selon les espèces : endosymbiose tétrapartite avec des protistes, des bactéries et des archées ou culture de champignons dans les termitières.
- La mycorhize est une symbiose entre les racines d'un végétal et un champignon.

## Endosymbiose et organites

### Les mitochondries et les chloroplastes
Des analyses précises de l'ultrastructure anatomique, biochimique et phylogénétique de certains organites constitutifs des cellules eucaryotes indiquent que les mitochondries et les chloroplastes sont, à l'origine, des procaryotes devenus endosymbiotes de cellules eucaryotes ; leur présence résulte de l'endosymbiose de bactéries archaïques, au cours de l'évolution.

#### Les preuves
- Mitochondries et chloroplastes possèdent de l'ADN qui codent des caractères qui leur sont nécessaires et ne s'exprimant que là.
- Le code génétique n'est pas tout à fait le même entre un Eucaryote et un Procaryote. Les codes utilisés pour transcrire les gènes chloroplastiques et mitochondriaux sont plus proches de ceux des Procaryotes que des Eucaryotes.
- Les ribosomes chloroplastiques et mitochondriaux sont phylogénétiquement plus proches de ceux des Procaryotes que ceux des Eucaryotes et leur ARNr n'a pas la même origine.
- La structure en enveloppe des deux organites laisse à penser à une phagocytose d'une cellule procaryote. Cette hypothèse est confirmée par la structure de la membrane interne (qui devrait être la membrane plasmique du Procaryote) qui est très proche de celle d'une bactérie. Elle est aussi riche en protéines, ce qui est une caractéristique des membranes plasmiques des Procaryotes.

### Le nitroplaste
En 2024, une étude a démontré l’endosymbiose d’une cyanobactérie Candidatus Atelocyanobacterium thalassa ou UCYN-A par une algue unicellulaire Braarudosphaera bigelowii. Ceci a permis la formation d’une organite fixatrice d’azote appelée nitroplaste.

#### Les preuves
- Les deux partenaires ont une taille correspondant à une relation entre hôte et organite[14].
- UCYN-A a perdu du matériel génétique. Elle n’a plus les gènes permettant la fixation de carbone et la photosynthèse oxygénique ainsi que l’entièreté du cycle de Krebs[15].
- L’endosymbiote UCYN-A se divise de façon synchrone avec la cellule pour être transmis à la descendance de cette dernière. Cela a pu être déterminé par des techniques de mesure de la densité et composition de l’organite[13].
- Il a été démontré que des protéines fabriquées grâce au génome de B. bigelowii sont exportées vers le nitroplaste afin qu’il les utilise. Une séquence d’acides aminés potentiellement utilisée pour l’export des protéines a été observée chez celles prouvées comme étant exportées vers le nitroplaste[13].

## Théories symbiotiques de l'évolution
Selon la biologiste Lynn Margulis, célèbre pour son travail sur l'endosymbiose, la symbiose est un facteur clé de l'évolution des espèces. Elle considère que la théorie darwinienne, axée sur la compétition, est incomplète, et affirme qu'au contraire, l'évolution est orientée par des phénomènes de coopération, d‘interaction et de dépendance mutuelle entre organismes vivants. Lynn Margulis a prouvé par ses travaux que la symbiose est un mécanisme général du monde vivant. Par exemple, les êtres humains sont en endosymbiose avec leur microbiote intestinal sans lequel ils ne pourraient vivre.
À tous les niveaux d'organisation du vivant, seuls survivent, et se survivent, les associations à avantages et inconvénients réciproques et partagés.
L'origine des organismes multicellulaires pourrait ainsi être d'origine symbiotique : des colonies d'unicellulaires auraient fini par former des assemblages permanents (un organisme multicellulaire) où chaque cellule s'est spécialisée. Cette idée est relativement ancienne, on la trouve dans la Gastraea hypothesis de Ernst Haeckel par exemple.
Selon l'hypothèse de l'endosymbiose, les chloroplastes des végétaux ou les mitochondries des eucaryotes seraient issus de bactéries symbiotiques. La cellule est une endosyncénose modulaire, elle a émergé par juxtaposition et emboîtement de partenaires devenus indissociables, le noyau d'abord, puis les autres organites.